# Лисовка (Могилёвская область)
Ли́совка (бел. Лісаўка) — посёлок в составе Мощаницкого сельсовета Белыничского района Могилёвской области Республики Беларусь.

## Население
- 2010 год — 8 человек